# Paulsboro
Paulsboro ist eine kleine Stadt (Borough) im Gloucester County, New Jersey. Sie ist industriell geprägt und liegt am Delaware River. Das U.S. Census Bureau ermittelte bei der Volkszählung 2020 eine Einwohnerzahl von 6196.
Am 2. März 1904 wurde aus Teilen des Greenwich Townships gegründet und nach Samuel Phillip Paul, dem Sohn eines Siedlers benannt.

## Bevölkerung
Basierend auf dem United States Census 2010 hatte die Stadt 2010 insgesamt 6097 Einwohner, 2286 Haushalte und 1591 Familien. Die Bevölkerungsdichte lag bei 1241,9 Einwohnern pro km² und es gab 515,9 Wohneinheiten pro km².
2010 lebten in Paulsboro 3322 (54,49 %) Weiße, 2239 (36,72 %) Afroamerikaner, 21 (0,34 %) Natives, 43 (0,71 %) Asiaten, 4 (0,07 %) Pazifische Insulaner, 143 (2,35 %) Menschen anderer Rassen und 325 (5,33 %) Einwohner hatten zwei oder mehr Rassen. Es lebten 542 (8,89 %) Hispanics und Latinos in der Stadt.
Es gab 2286 Haushalte. Davon lebten in 33,9 % Kinder unter 18, in 33,7 % Ehepaare, in 28,1 % Frauen ohne Partner und 30,4 % waren keine Familien. 25 % bestanden aus alleinlebenden Personen, in 9,5 % der Haushalte lebte jemand mit einer Person über 65 Jahren. Die durchschnittliche Haushaltsgröße betrug 2,66, die durchschnittliche Familiengröße 3,16.
| Jahr      | 1910 | 1920 | 1930 | 1940 | 1950 | 1960 | 1970 | 1980 | 1990 | 2000 | 2010 | 2020 |
| --------- | ---- | ---- | ---- | ---- | ---- | ---- | ---- | ---- | ---- | ---- | ---- | ---- |
| Einwohner | 2121 | 4352 | 7121 | 7011 | 7842 | 8121 | 8084 | 6944 | 6577 | 6160 | 6097 | 6196 |

Quellen: 1910–2000, 2010, 2014

## Geografie
Nach Daten des United States Census Bureau hat Paulsboro eine Gesamtfläche von 6745 km², wovon 4910 km² Land und die restlichen 1836 km² (27,21 %) Wasser sind. Die Stadt grenzt an die Gemeinden East Greenwich Township, Greenwich Township und West Deptford Township sowie an den Delaware River.

## Persönlichkeiten
- Joan Weber (1935–1981), Popsängerin
- Julién Davenport (* 1995), American-Football-Spieler